# 嘻哈老師
《嘻哈老師》為韓國JTBC網路劇，在2017年8月14日播出，劇情內容為曾有過HIPHOP音樂夢想的女老師，由於家庭因素而不成，但現為青苗小學音樂老師，與學生共同組成嘻哈教室。

## 演員陣容

### 主要人物
| 演員   | 角色   | 介紹 |
| 李周映 | 孔澀琪 | 音樂專業老師，懷有HIPHOP音樂夢想。正過著，就連本人都覺得無聊乏味的教學生活，並繼續忍受著這樣的日子。最喜歡的音樂是HIPHOP，而且是在夜店生活的樂趣中。過去曾在"Under Luck"樂團活動過，並與前男友馬少王交往了一年，他現在是最棒的HIPHOP歌手。某天晚上，在夜店遇見了宥彬，也見到了前男友。在那一瞬間，內心湧動的HIPHOP精神開始蠢蠢欲動...... |
| Yura   | 金宥彬 | 短期專業英文老師。宥彬的人生哲學是"想要的東西就去拿，活得簡單輕鬆"，當她從國外回到韓國的這幾天遇見澀琪之後，和她展開智慧的共同合作的學校工作。 |
| 安友淵 | 李況   | 5年3班導師，天生的老師。在孩子們眼裡，他是過著正直的生活，總是帶著純真的笑容，也喜歡孩子們的笑臉的好老師。雖然他充滿聰明才智，他自己卻不知道。對於這樣的他來說，有時也會有意想不到的能力，在瞬間蛻變成一個男人味十足的形象。 |

### 其他人物
| 演員   | 角色   | 介紹         |
| Zizo   | 馬少王 | HIPHOP MC。  |
| 孫鐘鶴 | 曹基邦 | 訓導主任。   |
| 文熙景 | 孟慕淑 | 澀琪的母親。 |

## 分集標題
| 集數 | 播出日期   | 標題                      |
| ---- | ---------- | ------------------------- |
| 1    | 2017/08/14 | 我人生的不速之客 （내 인생의 불청객）     |
| 2    | 2017/08/15 | 人生的選擇 （인생의 선곡）           |
| 3    | 2017/08/16 | 放學後的教室 （방과 후 힙 교실）         |
| 4    | 2017/08/17 | 意想不到的結果 （예상치 못한 결과）       |
| 5    | 2017/08/18 | 瘋狂的成果 （미친 성과주의）           |
| 6    | 2017/08/21 | 意外的強勢姐姐 （뜻 밖의 쎈 언니）       |
| 7    | 2017/08/22 | Swag Party All Night （스웨그 파티 올나잇） |
| 8    | 2017/08/23 | 不繼續的夢想 （비갱신형 꿈）         |
| 9    | 2017/08/24 | 愛情的痕跡 （사랑의 흔적）           |
| 10   | 2017/08/25 | 什麼是Hip-Han （What is the Hip-Han）        |

## 外部連結
- JTBC官方Youtube
- Naver Tvcast官方網站 （页面存档备份，存于）